# Vlaški jezik
Vlaški jezik je materinski jezik Vlaha Srbije i predstavlja nekodificirani skup dako-romanskih narječja, koji pripadaju balkanskom latinitetu.
Pripada grupi istočnoromanskih jezika. Carani, koji žive u nizinama oko Zaječara, Negotina i Kladova govore krajinsko-timočkim, a Ungurjani, koji naseljavaju područja Homolja, Zvižda, Stiga, Braničeva, Mlave, Resave i Morave govore braničevsko-homoljskim dijalektom vlaškog jezika. 
Porečka Reka i Crnorečje pripadaju prijelaznoj dijalekatskoj zoni, čije se stanovništvo tradicionalno zvalo Munćani. Govor Munćana je mnogo bliži govoru Ungurjana, s kojima inače Munćani imaju više sličnosti nego s Caranima. Pored razumljivih leksičkih razlika, do kojih su dovele dvije različite ekonomije stočarstvo i ratarstvo, najuočljivije su glasovne razlike: Carani imaju č/ć (č/ć) i dž/đ (dž/đ), a nemaju afrikatu "dz" niti umekšane glasove "ś" i "ź", dok Ungurjani u svome govoru nemaju "č" i "dž", ali imaju "ć", "đ", umekšane glasove "ś" i "ź" i afrikatu "dz", umjesto koje se kod Carana čuje glas "z". 
Za Ungurjane je također karakterističan oblik prijedloga "po" i "od": pră/dă, koji kod Carana i Munćana ima formu: pi/pe/pje odnosno đi/đe. Posebnu dijalektološku crtu imaju govori Bufana u Majdanpeku i Roma u Brodici kod Kučeva i Lukovu kod Boljevca. 

## Vanjske poveznice
Primjeri dijalektoloških zapisa: 
- Govor Munćana iz Gornjeg Poreča
- Govor Munćana iz Srednjeg Poreča i Crne reke
- Govor Ungurjana s Mlave